# Pont de Berga a Cercs
Pont de Berga a Cercs o pont de Cal Parraquer és un pont de Berga inclòs a l'Inventari del Patrimoni Arquitectònic de Catalunya.

## Descripció
És un pont d'un sol arc, pla i amb baranes que es troba a l'antiga carretera que va de Berga a Cercs. És una obra construïda entre els segles XIX i XX.